# Radim Breite
Radim Breite (Krupka, 10 de agosto de 1989) es un futbolista checo que juega en la demarcación de centrocampista para el SK Sigma Olomouc de la Liga de Fútbol de la República Checa.

## Selección nacional
Hizo su debut con la selección de fútbol de República Checa el 7 de septiembre de 2020 en un partido de la Liga de Naciones de la UEFA contra Escocia que finalizó con un resultado de 1-2 a favor del combinado escocés tras los goles de Lyndon Dykes, y de Ryan Christie para Escocia, y de Jakub Pešek para la República Checa.

## Clubes
| Club                 | País            | Año       | Partidos | Goles |
| -------------------- | --------------- | --------- | -------- | ----- |
| F. K. Teplice        | República Checa | 2008-2009 | 1        | 0     |
| Arsenal Česká Lípa   | República Checa | 2009-2010 |          |       |
| FK Čáslav            | República Checa | 2010      | 9        | 0     |
| F. K. Varnsdorf      | República Checa | 2011-2015 | 88       | 10    |
| F. K. Teplice        | República Checa | 2015-2016 | 30       | 2     |
| F. C. Slovan Liberec | República Checa | 2016-2020 | 122      | 9     |
| S. K. Sigma Olomouc  | República Checa | 2020-     | 186      | 7     |

## Palmarés

### Campeonatos nacionales
| Título                     | Club                | País            | Año  |
| -------------------------- | ------------------- | --------------- | ---- |
| Copa de la República Checa | F. K. Teplice       | República Checa | 2009 |
| Copa de la República Checa | S. K. Sigma Olomouc | República Checa | 2025 |